# 東京近鉄観光バス
東京近鉄観光バス株式会社（とうきょうきんてつかんこうバス）は、かつて存在した近畿日本鉄道子会社で近鉄グループの貸切観光バス会社である。本社は東京都文京区水道橋で、営業所を北区滝野川、足立区宮城、さいたま市に置いて東京都と埼玉県内を営業エリアとしていた。

## 概要
1954年に、鳥取資本の日ノ丸自動車グループの大東京観光自動車として設立されて後年に近鉄グループへ加わり、1964年にオリンピック観光バスを合併して近鉄大東京観光バスへ、1970年に東京近鉄観光バスへそれぞれ社名を変更している。社章は東京都章である亀の子印の中心に近畿日本鉄道の社紋を加えたもので、私鉄総連に加盟している。
2001年10月に近鉄は北勢線などの不採算事業を見直すにあたり当社もクリスタルへ売却されて株式会社クリスタル観光バスになるも、車両はクリスタルのロゴ追加など小変更のみで東京近鉄時代の塗色を継承する。以後クリスタルは、大手私鉄系観光バス会社を買収し規模を拡大するもグッドウィルグループへ移譲される。グッドウィルの本業回帰のため2007年7月に大阪バスへ売却されて社名が東京バスになる。
車両は過去親会社の関連で日野自動車製が多数で、他にいすゞ自動車製、車椅子対応リフト付バス、近畿日本鉄道から移籍された車両も少数ある。